# Tim Nees
Tim Nees (* 30. Oktober 1971 in Darmstadt) ist ein ehemaliger deutscher Basketballspieler und jetziger -trainer.

## Spielerlaufbahn
Nees begann im Alter von acht Jahren beim BC Darmstadt mit dem Basketball. 1989 wechselte er von Darmstadt zum benachbarten TV Langen, mit dem er 1990 aus der Basketball-Bundesliga abstieg, ein Jahr später wieder aufstieg und 1992 erneut abstieg. Nach dem zweiten Abstieg wechselte der Bruder von Mark Nees zum anderen Bundesliga-Absteiger Steiner Bayreuth und stieg 1993 mit den Bayreuthern wieder in die Bundesliga auf. In den kommenden drei Jahren erreichte Nees mit Bayreuth jeweils die Playoff-Spiele um die Deutsche Meisterschaft. Danach wechselte Nees sehr häufig den Verein; ab 1998 spielte er sechs Jahre im Ausland, 2000 gelang ihm mit Treviso der Sieg im italienischen Pokalwettbewerb. In der Saison 2001/02 gewann er mit ASVEL Lyon-Villeurbanne unter Trainer Bogdan Tanjević die französische Meisterschaft, Nees trug zu diesem Erfolg in 26 Ligaeinsätzen im Durchschnitt 7,5 Punkte sowie 3,2 Rebounds je Begegnung bei. Es folgten weitere Auslandsstationen im italienischen Neapel und Chalon-sur-Saône (Frankreich).
Nach seiner Rückkehr wirkte der Center-Spieler noch einige Jahre in der Bundesliga mit, spielte hier aber zumeist mit Vereinen der zweiten Tabellenhälfte gegen den Abstieg. Zum Abschluss seiner Karriere (Saison 2007/08) spielte er für Bayreuth in der zweiten Liga. In der ersten Bundesliga erzielte Nees während seiner Laufbahn insgesamt 3602 Punkte.
1993 debütierte Nees in der Nationalmannschaft. Höhepunkt seiner Karriere war die Teilnahme an zwei Europameisterschaften: 1997 belegte die deutsche Mannschaft den zwölften Platz; 1999 erreichte die Mannschaft den siebten Rang, Nees erzielte in vier von neun Spielen zehn oder mehr Punkte. 2001 endete die Nationalmannschaftskarriere von Tim Nees nach insgesamt 80 Länderspielen.

## Trainerlaufbahn
Nach dem Ende seiner Spielerkarriere wechselte er ins Trainerfach. 2008 wurde er Co-Trainer in Bayreuth und stieg mit dem Verein 2010 in die Bundesliga auf. 2023 erfolgte der Bundesliga-Abstieg. Nees übernahm 2023 das Amt des Cheftrainers der zweiten Bayreuther Herrenmannschaft in der 1. Regionalliga.